# Síndrome del 5q
El síndrome del 5q es una enfermedad muy poco frecuente causada por la pérdida (deleción) de una parte del brazo largo del cromosoma 5 (en terminología médica a dicho brazo se le denomina 5q). Afecta fundamentalmente a las células de la serie ósea, provocando anemia refractaria al tratamiento y síndromes mielodisplásicos que pueden derivar hacia la leucemia aguda. El estudio de la serie ósea muestra cambios característicos en los megacariocitos: aumenta su número y se vuelven más pequeños y mononucleares. A veces puede acompañarse de hiperplasia eritroide.
El tratamiento con lenalidomida es efectivo en el manejo de la enfermedad cuando el riesgo es bajo o intermedio. El mecanismo de acción es desconocido, aunque tiene efecto inmunomodulador.
La clínica característica del síndrome del 5q es de anemia macrocítica, a menudo con trombocitosis, eritroblastopenia e hiperplasia megacariocítica con hipopoblación nuclear, pero el diagnóstico de certeza se obtiene determinando la deleción de un fragmento del brazo largo del cromosoma 5. Es más frecuente en mujeres de edad avanzada, y su curso clínico suele ser estable, aunque precisan frecuentes transfusiones sanguíneas.